# Immanuel De Reuse
Immanuel De Reuse, né le 7 novembre 1971 à Roulers, est un homme politique belge, membre du Vlaams Belang (VB).

## Biographie
Immanuel De Reuse naît le 7 novembre 1971 à Roulers.
Lors des élections régionales de 2019, il est élu député au Parlement flamand à la suite du désistement de Lut Deforche-Degroote.